# Walter Hoffmann
Walter Hoffmann (Mengeringhausen, 28 ottobre 1952) è un politico tedesco, sindaco di Darmstadt dal 2005 al 2011.